# Pécari à collier
Pecari tajacu
Genre
Espèce
Répartition géographique
Statut de conservation UICN

LC : Préoccupation mineure
Statut CITES
Le pécari à collier (Pecari tajacu) est une espèce de mammifères de la famille des Tayassuidae, présente en Amérique du Sud, en Amérique centrale, au Mexique et dans le sud des États-Unis (jusqu'au Texas et en Arizona). En France, sa présence à l'état sauvage se limite à la Guyane française. Les explorateurs français du XVIIIe siècle l'appelaient « Tajaçou » ou « Tajassou »,. Il s'agit de l'espèce-type de cette famille.

## Description

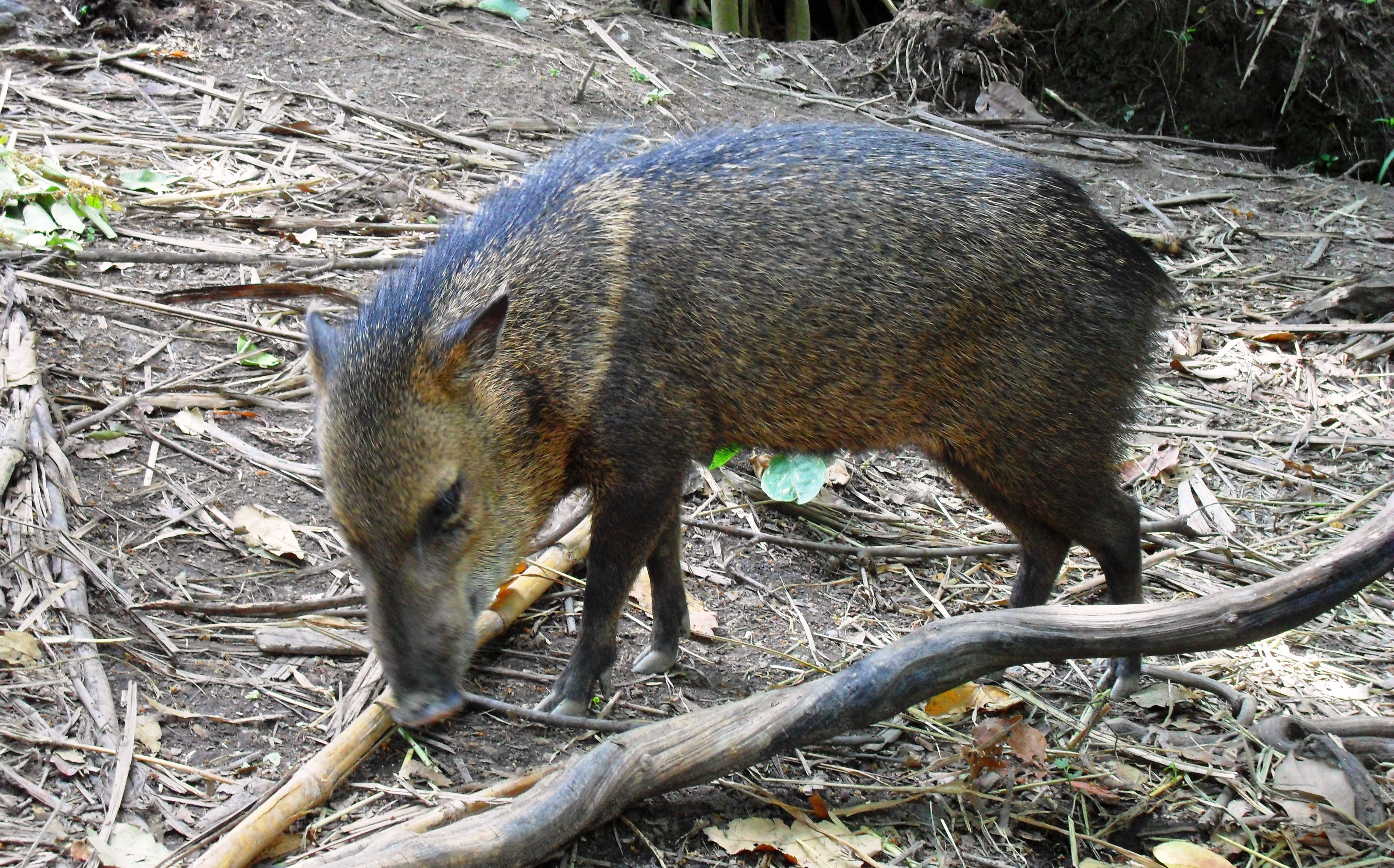
Pécari jabalí

Le pécari est un animal ressemblant au cochon, mais au pelage brun-gris. Cette espèce est appelée pécari à collier parce qu’elle a autour du cou des poils plus clairs qui évoquent un collier. Les poils de son menton sont souvent blancs. Il reste assez facilement reconnaissable par rapport au pécari à lèvres blanches avec qui il partage la même aire de répartition, qui lui possède un pelage noir sombre, un menton blanc clair et sans collier blanc.
Il possède de petites défenses qui pointent vers le sol et a également des jambes élancées avec un corps robuste et/ou trapu. Il possède également des glandes odorifiques à l'arrière de son corps avec lesquelles il marque son territoire sur des rochers et du bois ou pour se défendre en projetant un musc très fort. Il s'en sert aussi de manière sociable afin d'identifier les autres individus de son espèce en se frottant aux autres.
C'est un animal d'assez petite taille, allant de 50 à 60 cm de hauteur au garrot pour environ 1 à 1,5 m de longueur. Il pèse approximativement en général dans les 16 et 27 kg.

## Comportement
En forêt tropicale, l'écologie de cette espèce est longtemps restée méconnue bien que cet habitat soit  l'essentiel de son aire de répartition. Une thèse a été réalisée sur cette espèce par J. Judas en pleine jungle en Guyane française à partir d'une station du CNRS basée en bordure du lac du Barrage EDF de Petit-Saut (Station de Saint-Eugène) « avant, pendant et après la mise en eau de la zone », ce qui a permis d'évaluer aussi les effets de la fragmentation forestière induite sur de nombreuses espèces par la montée de l'eau.
En Guyane française, il vit en groupe itinérant de 3 à 11 individus sur un domaine vital moyen de 188 hectares (1,88 km2), dont le nombre et la composition varie au gré des décès par prédation (jaguar...) et sans doute via de nombreux échanges entre groupes. Les groupes se déplacent au gré des saisons pour gagner des zones riches en nourriture. Lors de l'étude guyanaise faite dans les années 1990, les aires vitales de plusieurs groupes se recoupaient sur 32 % de ces aires, sans que l'on sache dans quelle mesure ce partage de territoire ait été ou non une conséquence du recul de l'habitat forestier induit par la mise en eau de la retenue du barrage. 
En Guyane française, sous climat équatorial, les pécaris étudiés par J. Judas étaient actifs en moyenne 14 heures par jour, dont quelques heures en soirée (plus ou moins selon la saison, et la production fruitière). Des observations de groupes d'environ 50 individus ont aussi été reporté lors de grands rassemblement de plusieurs groupes. 
Ce travail a montré que l'espèce est en forêt essentiellement frugivore et « qu'elle vit en troupes mixtes et stables, ce qui représente un type d'organisation sociale rare chez les artiodactyles forestiers tropicaux ». Cependant, à l'occasion, il consomme aussi également des lézards, des oiseaux morts et des rongeurs, ce qui montre que cette espèce ainsi que les autres espèces de pécaris sont aussi assez opportunistes comme leurs cousins suidsé[pas clair], d'où en partie leur maintien des populations.
C'est un animal diurne mais qui peut aussi s'activer la nuit voir inversement, surtout près ou dans des zones urbanisées comme en Arizona, et qui s'adapte assez bien aux changements de son environnement. Ils se reposent en général dans des terriers, sous les racines des arbres, mais parfois aussi dans des grottes ou sous des rondins. 

### Habitudes alimentaires

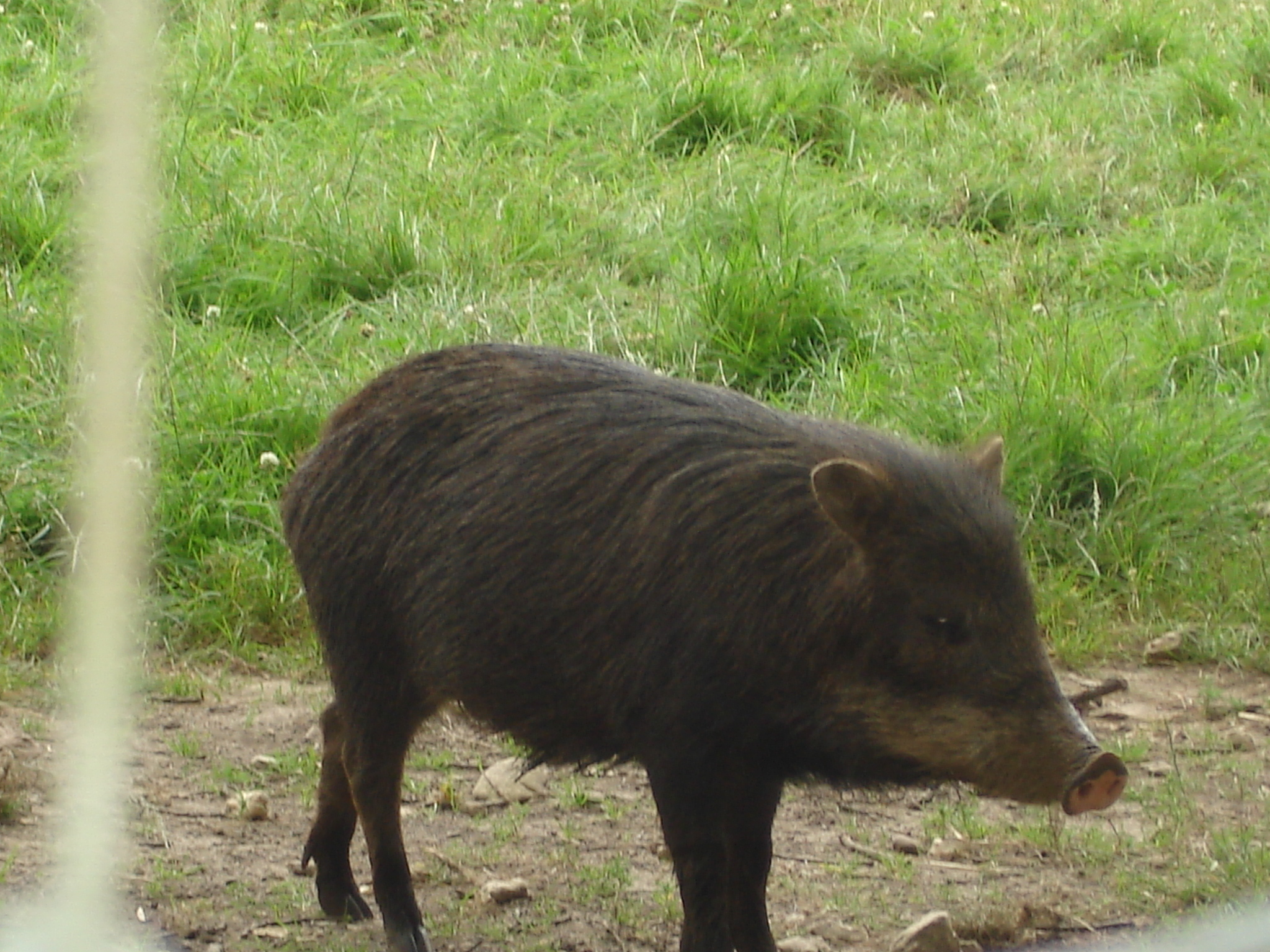
Pécari noir de l'Équateur

Dans son milieu naturel les habitudes alimentaires des pécaris à collier sont déterminées en fonction de la disponibilité de la nourriture. 
- Dans les régions arides des États-Unis, en limite nord de son aire naturelle de répartition, ils se nourrissent principalement de cactius du genre Opuntia.
- Plus au sud dans la savane brésilienne (un grand biome des zones arides) leur nourriture se compose de racines, de tubercules et de graines, car la disponibilité des fruits et des feuilles dépend de précipitations qui peuvent ne pas exister pendant les périodes de grave sécheresse dans cette région.
- En forêt tropicale, ils sont essentiellement frugivores, mangeant principalement des fruits (plus abondants en saison des pluies[6]), feuilles, racines et tubercules, mais pouvant éventuellement consommer les larves, insectes, amphibiens, reptiles, parmi d'autres, comme source de protéines.

La quête de nourriture se fait toujours en groupe (de 8 à 10 individus le plus souvent).

## Prédateurs
Le pécari à collier fait office de proie abondante pour plusieurs prédateurs, notamment le jaguar, le puma et d'autres prédateurs chassant au sol comme le boa constricteur. L'homme fait aussi partie de ses prédateurs.

## Réglementation

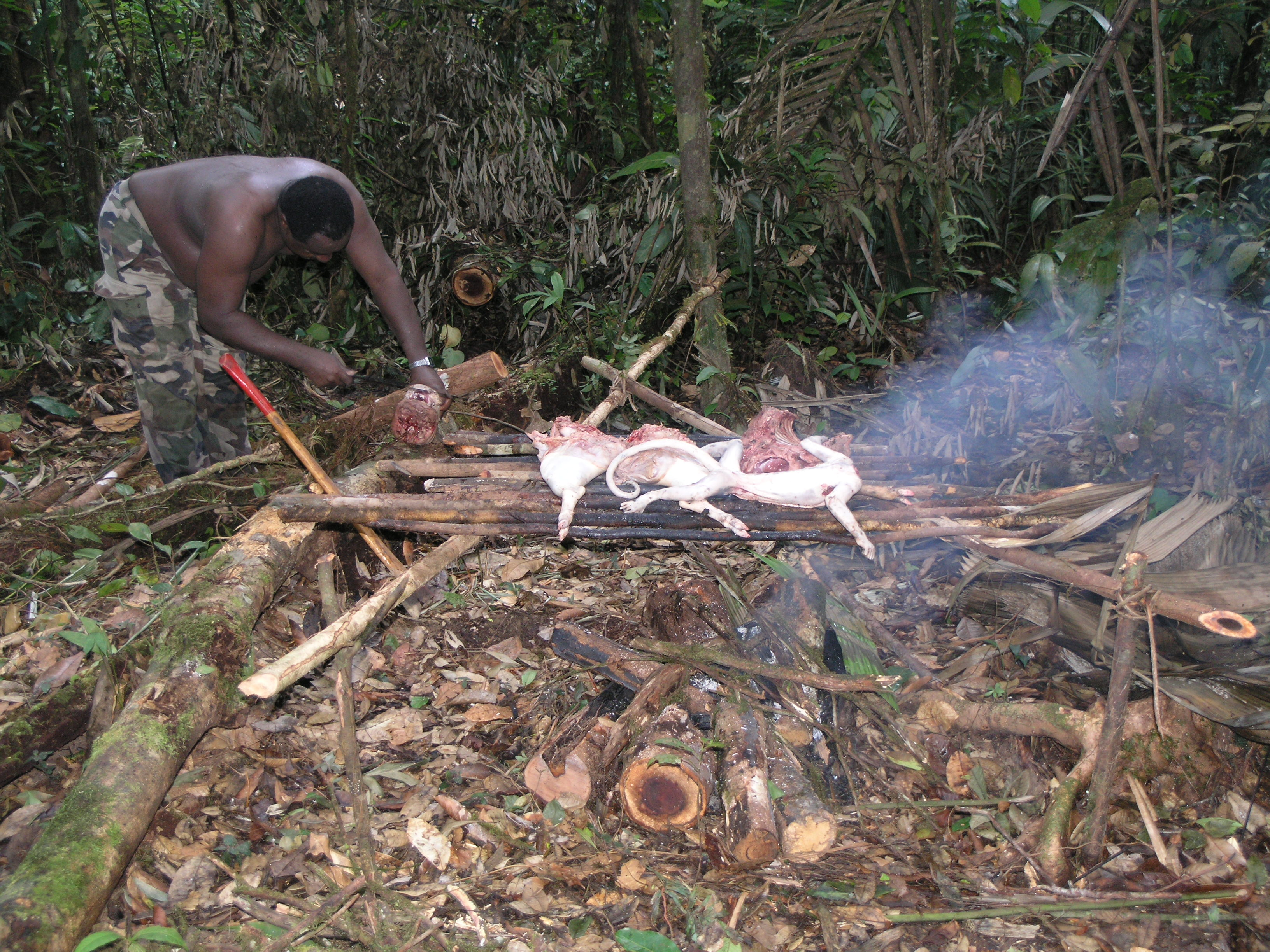
Boucanage traditionnel de "viand-bwa" (Pécari à collier et macaque noir), en forêt guyanaise.

En Guyane française, le pécari à collier est autorisé à la chasse à raison d'un quota de 2 individus par personne et par sortie et fait partie des quelques espèces de gibier commercialisable,. Malgré une chasse assez excessive[Quoi ?], ses populations se maintiennent.

## Classification et systématique

### Sous-espèces
Ce mammifère est représenté par 16 sous-espèces :
1. Pecari tajacu angulatus Pécari à collier du Texas ;
2. Pecari tajacu bangsi (Panama) ;
3. Pecari tajacu crassus (Mexique) ;
4. Pecari tajacu crusnigrum (Panama) ;
5. Pecari tajacu humeralis (Mexique) ;
6. Pecari tajacu macrocephalus (Guyana) ;
7. Pecari tajacu modestus (Colombie) ;
8. Pecari tajacu nanus (Mexique) ;
9. Pecari tajacu nelsoni (Mexique) ;
10. Pecari tajacu niger (Équateur) ;
11. Pecari tajacu nigrescens (Honduras) ;
12. Pecari tajacu patira (Guyane française et Venezuela) ;
13. Pecari tajacu sonoriensis (Mexique) ;
14. Pecari tajacu tayacu (Brésil et Uruguay) ;
15. Pecari tajacu torvus (Colombie) ;
16. Pecari tajacu yucatanensis (Mexique).